# إريك نيلسون (دبلوماسي)
إريك جورج نيلسون (بالإنجليزية: Eric George Nelson) هو دبلوماسي أمريكي شغل منصب سفير الولايات المتحدة لدى البوسنة والهرسك من عام 2019 إلى عام 2022. نيلسون مثلي الجنس علنا، وهو يعيش مع شريكه فيليبو تاتوني-ماركوزي.

## التعليم
حصل نيلسون على بكالوريوس العلوم في الهندسة الكيميائية من جامعة رايس وعلى ماجستير إدارة الأعمال من كلية ريد ماكومبس للأعمال التابعة لجامعة تكساس في أوستن.

## المسار المهني
بدأ نيلسون حياته المهنية كمتطوع في فيلق السلام في ليبيريا، غرب أفريقيا. بدأ العمل في وزارة الخارجية في عام 1990. وقد عمل في 7 بعثات دبلوماسية للولايات المتحدة في الخارج بما في ذلك سفارة الولايات المتحدة في سانتو دومينغو، جمهورية الدومينيكان والقنصلية العامة للولايات المتحدة في ميونخ وفي السفارة الأمريكية في مكسيكو سيتي.
شغل منصب نائب رئيس البعثة في سفارة الولايات المتحدة في كوستاريكا من أغسطس 2010 حتى يونيو 2013 ثم شغل منصب القائم بالأعمال حتى أغسطس من ذلك العام.

### سفير لدى البوسنة والهرسك
أعلن الرئيس الأمريكي دونالد ترامب في 23 أغسطس 2018 عزمه على ترشيح نيلسون كسفير للولايات المتحدة لدى البوسنة والهرسك. وتم تأكيد ترشيحه من قبل مجلس الشيوخ الأمريكي بالتصويت الصوتي في 2 يناير 2019. وقدم أوراق اعتماده للحكومة البوسنية. كان نيلسون واحدًا من 5 سفراء مثليين تم تعيينهم في ظل إدارة ترامب. وترك منصبه في 1 فبراير 2022.
دعا نيلسون إلى دستور جديد للبوسنة والهرسك، مشيرًا إلى أن الدستور الحالي يمثل عقبة أمام البوسنة للانضمام إلى «المجتمع عبر الأطلسي». وأضاف: «هناك مجموعة كاملة من القضايا الدستورية التي تحتاج إلى التعامل معها حتى تتمكن الدولة من الوفاء بالمعايير عبر الأطلسية. يصعب حل العديد من هذه القضايا، ولكن لا شيء منها مستحيل».
التقى نيلسون بعضو الرئاسة البوسنية جيليكو كومشيتش في 1 أبريل 2021 والذي تحدث معه عن أهمية عملية الإصلاح الانتخابي الشفافة والشاملة وبرنامج إصلاح البوسنة والهرسك كفرصة لجذب دعم الحلفاء للإصلاحات المتوافقة مع مسار انضمام البوسنة والهرسك إلى الاتحاد الأوروبي. التقى نيلسون بوزير الدفاع البوسني سيفيت بودجيتش والمبعوث الأمريكي غابرييل إسكوبار في 7 ديسمبر 2021 لمناقشة الوضع السياسي في البوسنة والهرسك وآفاق تحديث القوات المسلحة في البلاد.

## الحياة الشخصية
نيلسون مثلي الجنس علنا، وهو يعيش مع شريكه فيليبو تاتوني-ماركوزي. يتحدث نيلسون إلى جانب اللغة الإنجليزية كلا من اللغة الإسبانية واللغة الألمانية واللغة الإيطالية.